# Peter Snijders
Peter Snijders nebo Petrus Snijders, Peter Snyders, (* 14. září 1943 v Eindhovenu, Nizozemsko) je bývalý nizozemský zápasník – judista.

## Sportovní kariéra
S judem začal v 11 letech v rodném Eindhovenu společně se svým dvojčetem Janem pod vedením Pima Smita. Později se s bratrem přesunul do Utrechtu do trénikové skupiny Antona Geesinka odkud vedla cesta do Japonska na pravidelné tréninkové campy. V roce 1964 si zajistil účast při premiéře juda na olympijských hrách v Tokiu a obsadil 5. místo, když ve čtvrtfinále nestačil na Němce Wolfganga Hofmanna. V roce 1965 na mistrovství světa v Riu, jako teprve druhý Evropan po Geesinkovi porazil na vrcholné soutěži zástupce Japonska (Masaharu Kató) po hantei (praporky). Pro jeho judo byly charakteristické techniky paži (seoi-nage, tai-otoši) a různé kombince s nožními technikami. V roce 1971 se v nizozemské reprezentaci objevil naposledy. Po skončení sportovní kariéry se věnuje trenérské práci. Působil řadu let jako šéftrenér nizozemské reprezentace.

## Výsledky

### Váhové kategorie
| Turnaj             | 1964         | 1965         | 1966         | 1967           | 1968           | 1969           | 1970           | 1971           |
| Turnaj             | 21           | 22           | 23           | 24             | 25             | 26             | 27             | 28             |
| Turnaj             | střední váha | střední váha | střední váha | polotěžká váha | polotěžká váha | polotěžká váha | polotěžká váha | polotěžká váha |
| ------------------ | ------------ | ------------ | ------------ | -------------- | -------------- | -------------- | -------------- | -------------- |
| Olympijské hry     | 5.           |              |              |                |                |                |                |                |
| Mistrovství světa  |              | úč.          |              | 5.             |                | úč.            |                | úč.            |
| Mistrovství Evropy | 3.           | ?            | 1.           | ?              | ?              | 1.             | ?              | 3.             |

### Bez rozdílu vah
| Turnaj            | 1964 | 1965 | 1966 | 1967 | 1968 | 1969 | 1970 | 1971 |
| Turnaj            | 21   | 22   | 23   | 24   | 25   | 26   | 27   | 28   |
| ----------------- | ---- | ---- | ---- | ---- | ---- | ---- | ---- | ---- |
| Mistrovství světa |      | 3.   |      | —    |      | —    |      | —    |